# Louise Lyksborg
Louise Knak Lyksborg (* 17. Januar 1988 in Hillerød, Dänemark) ist eine ehemalige dänische Handballspielerin.

## Karriere
Lyksborg spielte anfangs bei Hillerød HK, GOG und Lyngby HK. Im Jahr 2007 unterschrieb die auf Rechtsaußen spielende Dänin einen Vertrag beim Erstligisten FCK Håndbold. Mit dem FCK gewann die Linkshänderin 2009 den  Europapokal der Pokalsieger. Im Sommer 2010 wechselte Lyksborg zum deutschen Bundesligisten HC Leipzig. Ab dem Sommer 2012 lief sie für den dänischen Verein Viborg HK auf. Mit Viborg gewann sie 2014 den Europapokal der Pokalsieger sowie die dänische Meisterschaft. Ab dem Sommer 2016 stand sie beim dänischen Erstligisten Silkeborg-Voel KFUM unter Vertrag. Lyksborg beendete nach der Saison 2018/19 ihre Karriere.
Lyksborg absolvierte 39 Partien für die dänische Nationalmannschaft, in denen sie 51 Treffer erzielte. Lyksborg gehörte zuvor dem Kader der dänischen Jugendnationalmannschaft an, mit der sie die U17- und die U19-Europameisterschaft, sowie die U18-Weltmeisterschaft gewann.